# FESTA
FESTA（フェスタ）は、兵庫県姫路市駅前町にある商業ビル。姫路駅の北側に北館と南館があり株式会社フェスタ(旧：株式会社姫路駅ビル)が運営している。また同社が運営し解体された初代の姫路駅ビルについても記述する。

## 概要
初代の姫路駅ビル（以下、初代駅ビル）は、1959年（昭和34年）11月に日本で23番目の民衆駅として竣工し、民衆駅・地下街（現グランフェスタ）ともに兵庫県内の他都市に先駆けて開業した。商業部分は姫路駅デパートとして開業し、書店・飲食店・服飾店などの他、映画館・診療所・屋上遊園地なども入居・設置されていた。1983年（昭和58年）、全面改装しFESTAに改称。
2006年（平成18年）から始まった姫路駅の高架化と駅周辺の再開発事業によって駅ビルの建て替えなどが進められる。2010年（平成22年）3月末、駅前ビルにあった姫路市営バスの業務を神姫バスに移譲してバスターミナルも移転。駅前ビルにフェスタ南館を建設し、初代駅ビルに入っていた約40店舗が南館に移転。移転完了後に初代駅ビルは撤去され、跡地から南に約50メートルの駅ホームがあった場所に新駅ビル「ピオレ姫路」を建設する。初代駅ビルの跡地は、駅前広場やサンクンガーデンなどに整備されている。

## 沿革
- 1959年11月1日（昭和34年） - 姫路駅デパート（民衆駅デパート）開業[4][7]。
- 1972年（昭和47年） - 新幹線開通に伴い駅ビル改装。
- 1983年（昭和58年） - 全面改装しFESTAに改称。
- 2011年（平成23年）1月31日 - 閉館。駅ビル解体撤去作業開始。
  - 同年3月3日 - フェスタ南館開業。
- 2014年4月23日：リニューアルオープン。

## 建物・店舗

### 北館
- 北館：

### 南館
- 南館：地上4階、延床面積は約2,8880平方メートル、総工費は約10億円。
- 飲食関係を中心にサンマルクカフェ、播州ダイニング GOTTO、PABLO、三井住友銀行などが入っている。

## 旧施設

### 初代駅ビル
- 駅業務施設、姫路駅デパートなどが入っていた。
- 地下1階、地上5階（中2階あり）の鉄筋コンクリート造。東西幅は151メートル、南北奥行は1階部分が15メートル、2階以上が19メートル。敷地面積は2,140平方メートル（1階部分）、延床面積は1,170,575平方メートル[8]。
- 工事費用（当時の金額）は3億5,836万円、うち市の負担は3500万円[9]だった。
- 開業当時の店舗など
  - 地下：飲食店・理髪店・美容室・公衆浴場
  - 1階：国鉄施設（当時）・観光案内所・売店・喫茶店
  - 2階：誘致店舗・食堂
  - 3階：貸事務所・食堂・土産物店
  - 4階：食堂・喫茶店・会社事務所
  - 5階：展望台・売店・会社会議室
- 閉館前の店舗など
  - ジュンク堂書店・文化センター・歯科・眼科・薬局・美容室・売店・喫茶店

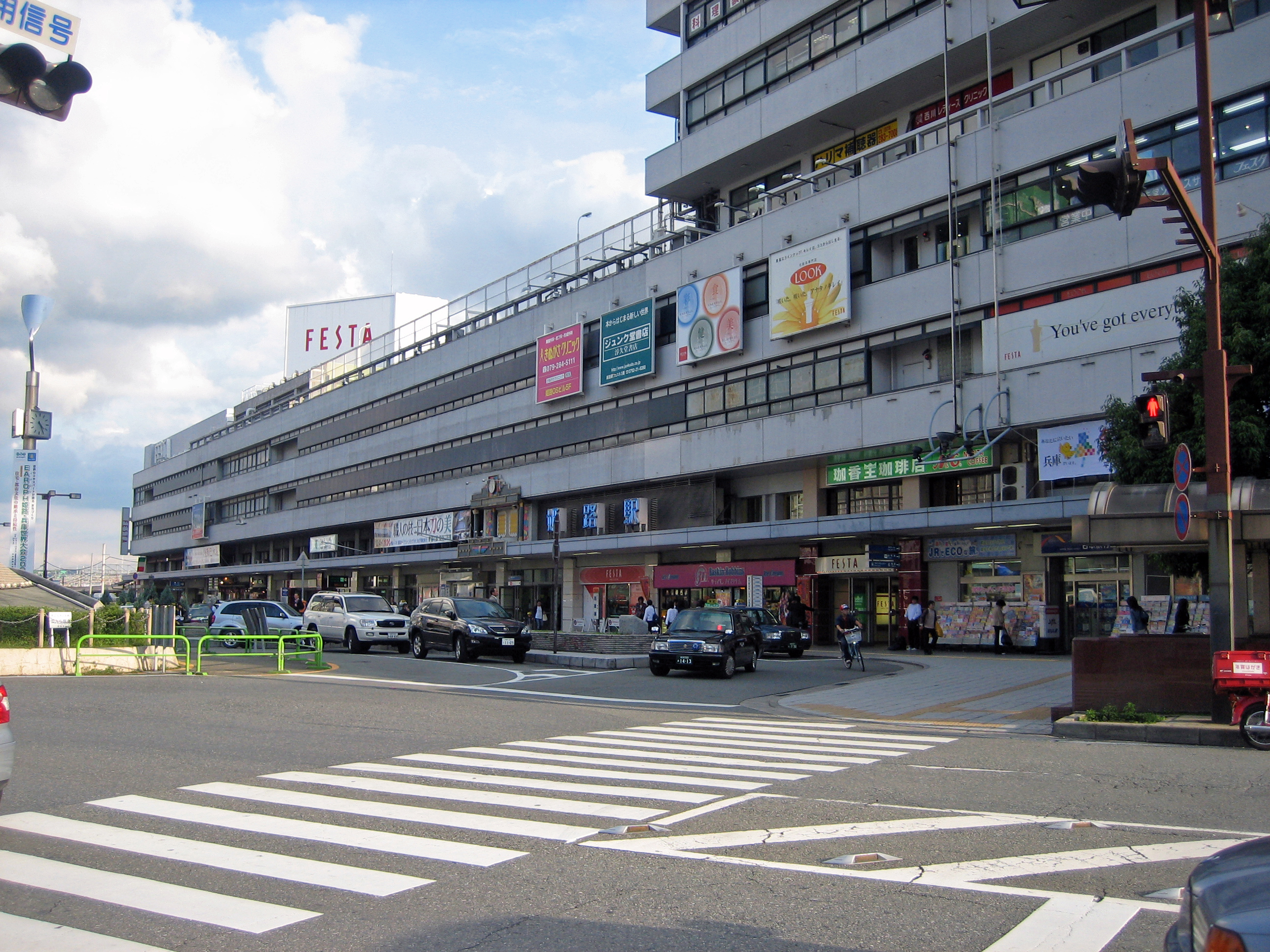
解体前の駅正面出口
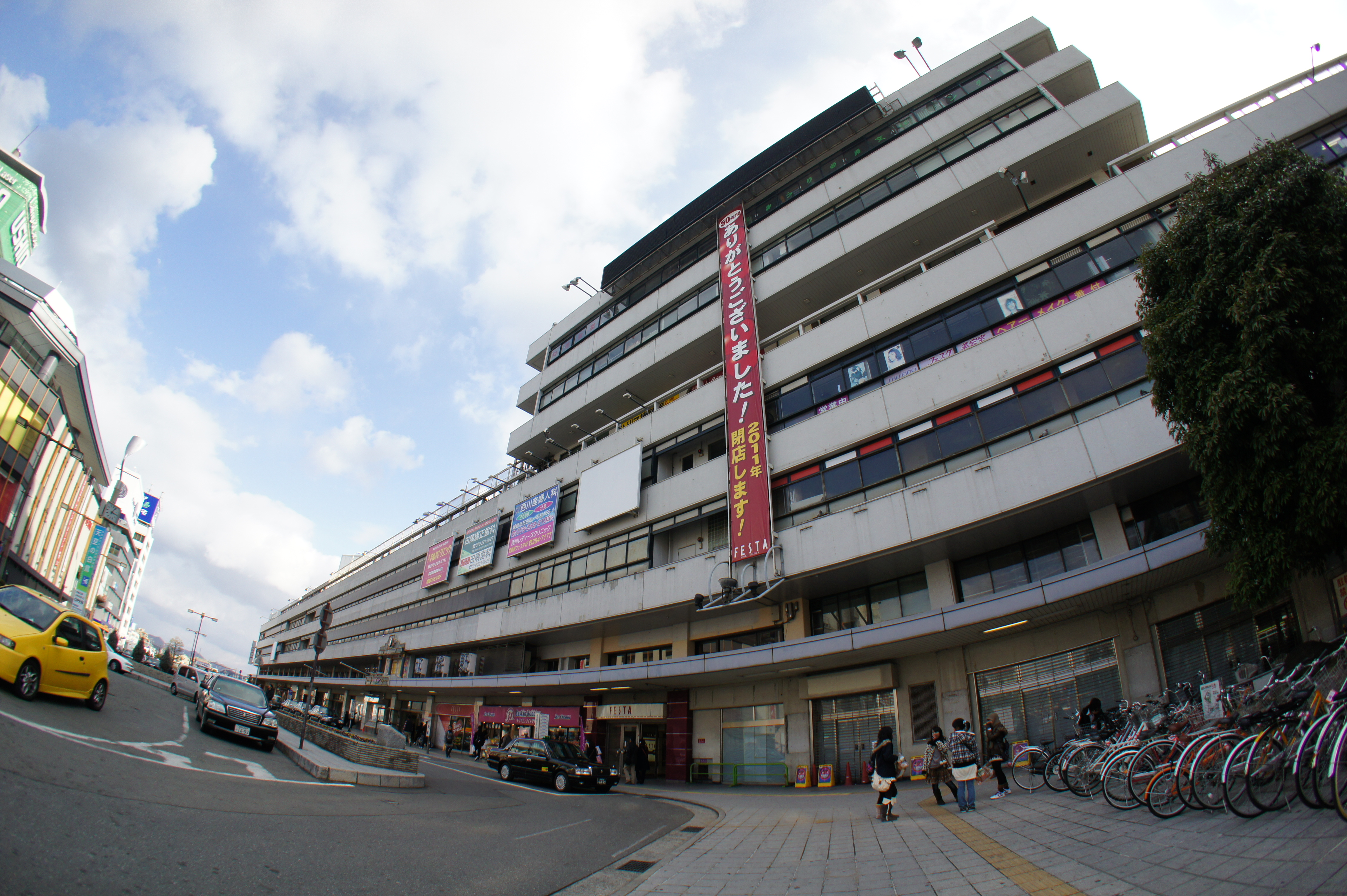
解体直前の頃（2011年2月13日）
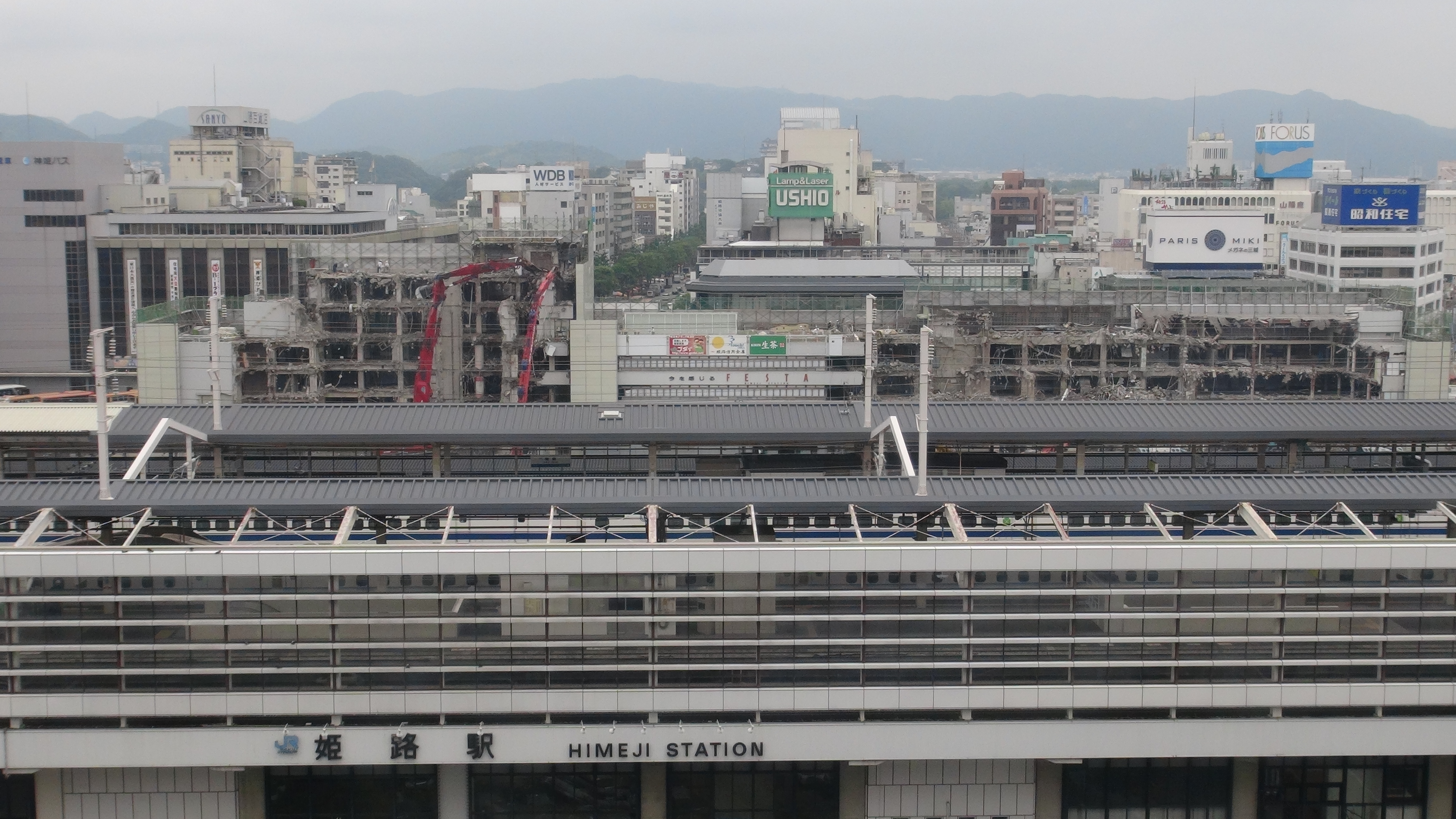
解体中の初代駅ビル
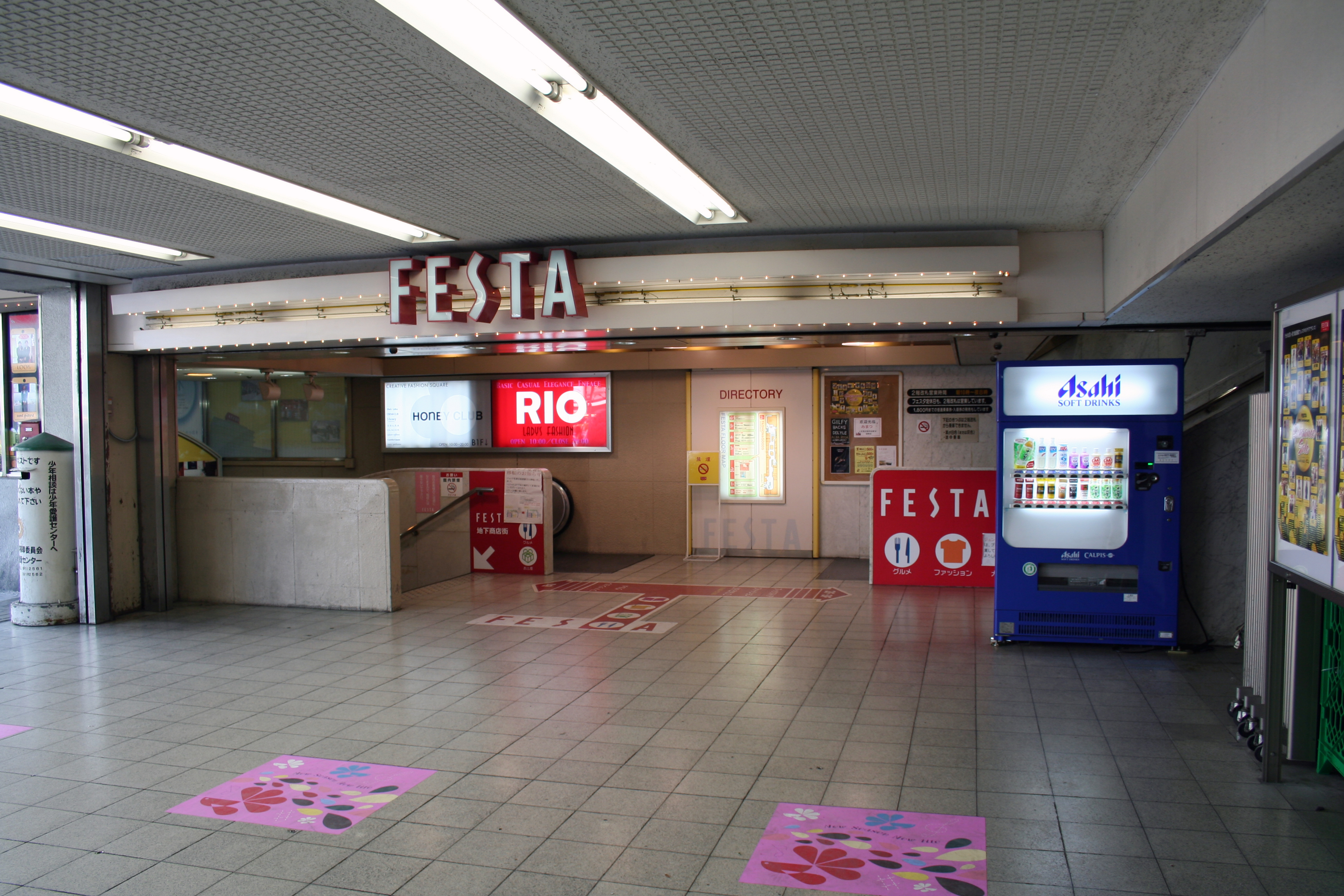
東改札口にあった駅ビルと地下街への入り口
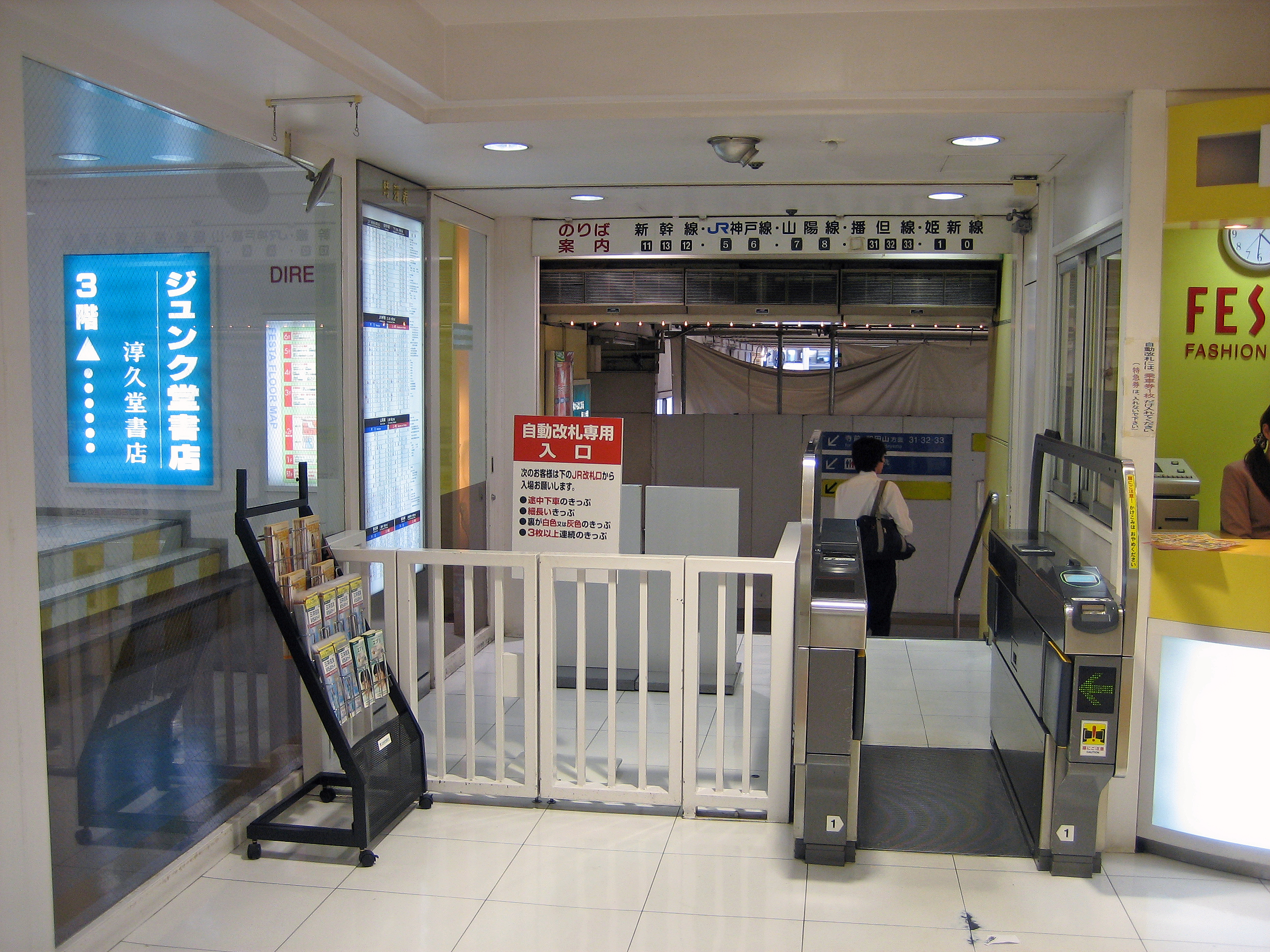
駅ビル2階にあった駅改札口
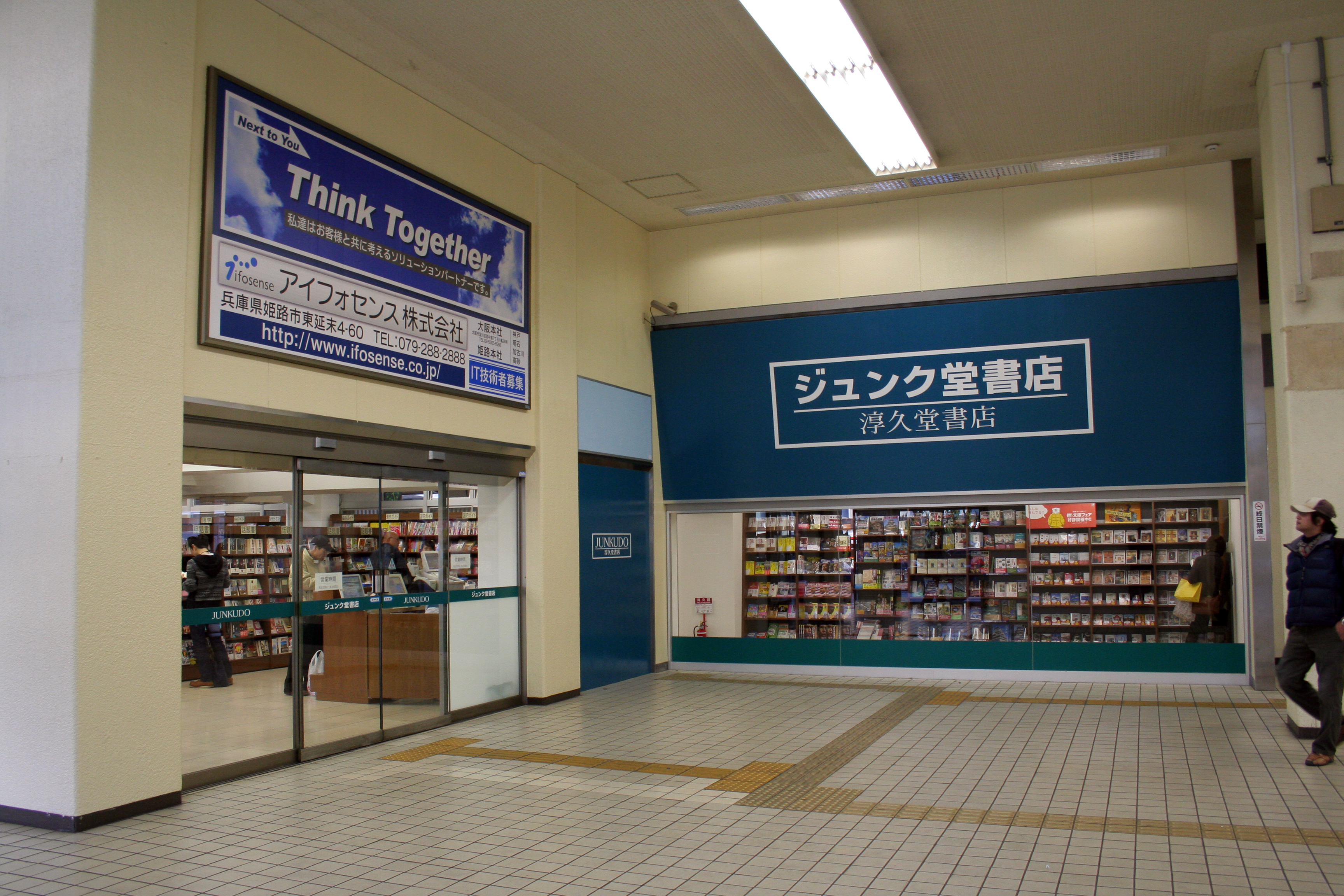
ジュンク堂書店

### 旧駅前ビル
地下1階、地上5階。
- 屋上：ビアガーデンなど
- 5階：ホール
- 4階3階：ホテル・食堂
- 2階：貸事務所
- 1階：バスターミナル・売店・交通関係事務所
- 地下：映画館・売店・交通局事務所

## フェスタカード
100円ごとに1ポイント。

## その他
- 1970年代からサンテレビニュースのスポンサーだった。
- 1990年頃、マスコットキャラクターとしてムームーが登場、週末には着ぐるみが館内を歩いたり、お城祭りのパレードにも参加したりした
- 初代駅ビル解体・移転の際に既存テナント、フェスタ協同組合、姫路市などの間で移転時期や手順などについての問題が生じた[10]。
- 営業担当だった元取締役の男性が2015年9月までの約7年間に、事業費を水増しするなどの手口で約4,700万円を横領していた。